# CAN-SPAM Act of 2003
De CAN-SPAM wet, officieel de CAN-SPAM Act of 2003 is de eerste landelijk in de Verenigde Staten geldende wet die het versturen van commerciële e-mail-berichten (en andere elektronische berichten) regelt en stelt de Federal Communications Commission (FCC) verantwoordelijk voor het toezicht op de naleving van deze regels.
De afkorting CAN-SPAM staat voluit voor: Controlling the Assault of Non-Solicited Pornography And Marketing Act of 2003. (Wet voor het beheersen van de aanval door ongevraagde pornografie en marketing). De wet werd ingediend door de democratische senator Ron Wyden en republikeinse senator Conrad Burns.
Onderdeel van de wet was de eis aan de FCC om binnen 24 maanden na invoering een rapportage op te stellen over de effectiviteit van de wet en eventueel verbeter-voorstellen te doen. De gevraagde rapportage adviseerde geen wijzigingen.
Volgens sommige anti-spam activisten staat de wet voor You Can Spam Act omdat de wet niet vereist dat alleen commerciële mail verstuurd mag worden aan personen die vooraf toestemming hebben gegeven om dit te doen (opt-in methode). Daarnaast maakt deze wet het onmogelijk om op staats-niveau stringentere anti-spam wetgeving in te voeren en maakt het voor individuen onmogelijk anderen aan te klagen wegens spam.

## Principe van de wet

### Wanneer is de wet van toepassing
De CAN-SPAM act definieert commerciële e-mail berichten als elke vorm van elektronische berichtenverkeer die als voornaamste doel heeft het aanprijzen van commerciële producten of diensten, inclusief het promoten van een website met enig commercieel doel. Enkele vormen van berichtenverkeer zijn uitgezonderd van deze wet.
De FCC stelde definitieve regels op om het onderscheid tussen berichten waarop de wet wel van toepassing is en berichten die hiervan uitgezonderd zijn duidelijker te maken.
Een categorie berichtenverkeer die volgens de wet buiten het toepassingsgebied van de wet valt is de zogenaamde transactional mail. Volgens de wet valt een e-mail in die categorie als de titel en begin van de hoofdtekst voornamelijk bedoeld is voor het versturen van een factuur voor geleverde diensten/producten. Ook als vervolgens commerciële goederen of diensten worden aangeboden in dat bericht is de wet niet van toepassing.
De wet staat het versturen van ongevraagde e-mailberichten toe als de berichten voldoen aan de volgende drie voorwaarden:
- unsubscribe mogelijkheid
- eisen met betrekking tot de inhoud
- voldoen aan verzendgedrag.

### Unsubscribe mogelijkheid
Het is toegestaan om ongevraagd commerciële e-mail berichten te versturen aan personen tenzij deze personen eerder al hebben aangegeven daar geen prijs op te stellen. Ook moet in elk verzonden bericht vermeld zijn hoe een ontvanger zijn e-mailadres kan laten verwijderen van de verzendlijst.

### Eisen met betrekking tot de inhoud
Ongevraagde commerciële berichten moeten voldoen aan een aantal inhoudelijke eisen. Voorwaarden zijn:
- correctheid van afzender-gegevens (ook in het From: veld in de kop)
- de beschrijving in het "Onderwerp:" of "Subject:" veld moet overeenkomen met de aanbiedingen in het eigenlijke bericht
- opname fysiek adres: In het bericht moet het juiste fysieke adres van de aanbieder/verzender vermeld zijn.
- opname van aanduiding "adult" als de inhoud van het bericht of de aangeboden diensten bestemd zijn voor volwassenen (seks, porno etc)

### Voldoen aan verzendgedrag
Er gelden bepaalde gedragsregels voor het verstuur-proces, zoals:
- er mag geen gebruik gemaakt worden van open-relay servers
- er mag geen gebruik gemaakt worden van geoogste adressen
- een bericht mag geen vervalste kop- of header-regels bevatten.

Het overtreden van deze laatste voorwaarde wordt gezien als ernstige overtreding van de wet. Gebruik van valse header-informatie kan voldoende reden zijn om activiteiten als opzettelijk illegale praktijken en/of crimineel gedrag aan te merken.
De wet maakt een uitzondering voor berichten die aangemerkt kunnen worden als:
- religieuze boodschappen
- politieke boodschappen
- berichten betreffende de nationale veiligheid.

Als een afzender verzoekt om uit de verzendlijst verwijderd te worden (aangeduid als opt out) heeft de verzender tien dagen de tijd om daar aan te voldoen. Betreffend adres mag vervolgens alleen gebruikt worden voor handhavingsvoorschriften. Het is verboden om opt out e-mail adressen door te verkopen of over te dragen aan anderen.
De wet vereist ook dat een ontvanger minimaal 30 dagen na verzending de mogelijkheid geboden wordt om zich af te melden (opt-out)

## Beperking individuele rechten
De CAN-SPAM act beperkt de mogelijkheid van individuen om juridische stappen te nemen tegen afzenders van ongewenste spam. De bewijslast die geldt voor private partijen bij een aanklacht wegens overtreding van deze wet is hoger dan die geldt voor de instanties belast met de handhaving van de wet. Zo zal een private partij moeten bewijzen dat de aangeklaagde partij wist dat hij de wet daarmee overtrad of dat hij een ander betaalde wetende dat de verzender de wet zou overtreden.

## Overstijging lokale wetten
De CAN-SPAM wet prefereert boven lokale wetgeving. Dit betekent dat het voor individuele staten niet mogelijk is om lokaal strengere wetgeving in te voeren voor activiteiten die binnen het bereik van deze wet vallen. Deze bepaling was mede de oorzaak van een versnelde afhandeling door het congres om de strengere wetten van Californië teniet te doen.

## Rol van de FCC
De FCC is belast met toezicht en handhaving van de CAN-SPAM wet. De wet geeft de FCC verschillende bevoegdheden, bijvoorbeeld:
- de FCC mag een do not email-lijst aanleggen, vergelijkbaar met de reeds bestaande bel me niet-lijst tegen ongewenste marketing telefoontjes

De kans dat de FCC ook daadwerkelijk zo'n lijst gaat invoeren is klein. Volgens de FCC is implementatie van zo'n lijst niet haalbaar, mede vanwege een gebrek aan authenticatie mogelijkheden van e-mail.

## Reacties
Enkele bestaande anti-spam activisten reageerden teleurgesteld toen de inhoud van het wetsvoorstel bekend werden. De wet werd al snel aangeduid als de Ja, je mag-spammen (Yes you Can-Spam) wet. Volgens activisten die strijden tegen spam en spammers zou de wet de hoeveelheid, en daarmee overlast, spam niet beperken maar eerder doen toenemen omdat de wet bepaalde vormen van spam expliciet legaliseert.
De organisatie CAUCE(Coalition Against Unsolicited E-mail)
Het ontbreekt in deze wet aan de meest fundamentele anti-spam maatregel, namelijk het reclamemaker gelasten te stoppen met hun spamactiviteiten. Integendeel: de wet geeft elke reclamemaker in de VS de mogelijkheid om ten minste een bericht te versturen aan elk e-mailadres in de VS en vervoordeelt elk bedrijf om door te gaan met de kostbare en overlast veroorzakende anti-spam maatregelen.....

## Handhaving
De wet werd op 1 Januari 2004 van kracht en nadat de wet ingevoerd was werd op 16 februari 2004 de eerste verdachte gearresteerd wegens overtreding van de wet. Een 18-jarige inwoner van de staat New York, Anthony Greco, bekende schuld tijdens een rechtszaak achter gesloten deuren.
Vervolgens volgden in 2004 nog diverse civiele en strafrechtelijke processen in verschillende staten. Op 27 september van dat jaar was Nicholas Tombros de eerste spammer die schuldig werd verklaard aan overtreding van de wet na zijn schuldig-verklaring tijdens het proces. Hij werd in 2007 veroordeeld tot 6 maanden huisarrest en $10.000 boete.
Sindsdien zijn diverse personen aangeklaagd en veroordeeld voor overtreding van deze wet. Ook enkele beruchte spamkoningen zoals Edward Davidson en Robert Soloway zijn veroordeeld voor overtreding van deze wet.